# Никола Янчев
Никола Гелов (Гелев) Янчев е български революционер, деец на Вътрешната македоно-одринска революционна организация.

## Биография
Никола Янчев е роден в 1877 година във Велес, тогава в Османската империя, днес в Северна Македония. Влиза във ВМОРО и е четник на Стефан Димитров, Панчо Константинов, Иван Наумов – Алябака и Димитър Ничев. Участва в много сражения. Нелегален е до обявяването на Младотурската революция в 1908 година.
След избухването на Първата световна война е сред ръководителите на съпротивата срещу сръбския режим и се включва в Комитета на дезертьорите. По случай 15-ата годишнина от Илинденско-Преображенското въстание е награден е с бронзов медал „За заслуга“, на военна лента с корона, за заслуги към постигане на българския идеал в Македония.
На 8 март 1943 година, като жител на Велес, подава молба за българска народна пенсия. В молбата пише, че е „взел участие във всичките сражения за освобождението на Македония от турското робство и обединението на българския народ“. Молбата е одобрена и пенсията е отпусната от Министерския съвет на Царство България.